# Corinna Schmidt
Corinna Schmidt (titlul original: în germană Corinna Schmidt) este un film dramatic est-german, realizat în 1951 de regizorul Arthur Pohl în studioul DEFA, după romanul Doamna Jenny Treibel din 1892 al scriitorului Theodor Fontane, protagoniști fiind actorii Trude Hesterberg, Willi Kleinoschegg, Ingrid Rentsch și Joseph Noerden.

## Rezumat
Berlin în 1878: Corinna Schmidt, care a fost crescută într-o familie mic-burgheză, academică, este interesată romantic de Leopold Treibel, fiul domnului consilier de comerț Jenny Treibel, deși Corinna este profund îndrăgostită și de vărul ei Marcel. Leopold se îndrăgostește și el de drăguța Corinna, iar Jenny Treibel încearcă să împiedice prietenia lor prin toate mijloacele, dar își schimbă părerea când logodna lor secretă devine publică. Pentru a evita un scandal, ea îi îndeamnă să se căsătorească repede. Dar Corinna se retrage curând din această situație complicată și se întoarce din nou către vărul ei, care este alungat din țară pentru convingerile sale social-democrate.

## Distribuție
- Trude Hesterberg – Jenny Treibel
- Willi Kleinoschegg – Consilierul Comertului Triebel
- Ingrid Rentsch – Corinna Schmidt
- Joseph Noerden – Leopold Treibel
- Peter Podehl – dr. Marcel Wedderkopp
- Hans Hessling – profesor Schmidt
- Erna Sellmer – dna. Schmolke
- Chiqui Jonas – Helene Treibel
- Edelweiß Malchin – Hildegard Munk
- Egon Brosig – locotenent în R. Vogelsang
- Hermann Lenschau – Otto Treibel
- Erika Glässner – maior von Ziegenhals
- Ellen Plessow – dra. von Bomst
- Alfred Hülgert – un cântăreț de cameră Krola
- Aribert Grimmer – Friedrich
- Walter Weymann – Lehmann
- Eduard Bornträger – Konsistorialrat
- Fredy Sieg – Mützell
- Edith Volkmann – dra. Honig
- Ada Witzke – Anna
- Lutz Götz – redactor Winkelmann
- Herbert Richter – fabricantul Nölting
- Martin Rosen – alt fabricant
- Hans Sanden – un fabricant
- Maria Besendahl – dna. Konsistorialrätin
- Helene Riechers – femeia de la legume
- Gert Karl Schaefer – un muncitor din fabrică
- Käthe Reichel – un muncitor de tipografie
- Ludwig Sachs – un client în restaurant

## Lansare
Filmul Corinna Schmidt a avut premiera în Germania pe data de 19 octombrie 1951.
În România premiera filmului a avut loc la data de 1 aprilie 1953 la cinematografele „Patria” și „București” din capitală.